# بين بيرت
بين بيرت (بالإنجليزية: Ben Burtt)‏ هو مونتير وكاتب سيناريو ومخرج وممثل أمريكي، ولد في 12 يوليو 1948 في الولايات المتحدة. من الجوائز التي نالها جائزة الأوسكار لأفضل مونتاج صوتي عن عمل إنديانا جونز والحملة الأخيرة وجائزة الأوسكار لأفضل مونتاج صوتي عن عمل إي تي وجائزة الأوسكار للإنجاز المميز ‏ سنة 1978 وجائزة الأوسكار للإنجاز المميز ‏ سنة 1982.

## أعمال

### أفلام
- (1999)  تهديد الشبح[5][6][7]
- (2002)  هجوم المستنسخين[8][9][10]
- (2005)  انتقام السيث
- (2008) وول-ي[11][12][13][14]
- (2012) الذيول الحمراء[15]

## جوائز وترشيحات
جوائز
- جائزة الأوسكار لأفضل مونتاج صوتي، عن عمل: إنديانا جونز والحملة الأخيرة
- جائزة الأوسكار لأفضل مونتاج صوتي، عن عمل: إي تي
- جائزة الأوسكار للإنجاز المميز [الإنجليزية]‏ (1978)
- جائزة الأوسكار للإنجاز المميز [الإنجليزية]‏ (1982)

ترشيحات
- جائزة الأوسكار لأفضل خلط أصوات، عن عمل: إنديانا جونز والحملة الأخيرة
- جائزة الأوسكار لأفضل خلط أصوات، عن عمل:  عودة الجيداي
- جائزة الأوسكار لأفضل خلط أصوات، عن عمل: وول-ي
- جائزة الأوسكار لأفضل فيلم وثائقي
- جائزة الأوسكار لأفضل مونتاج صوتي
- جائزة الأوسكار لأفضل مونتاج صوتي، عن عمل:  تهديد الشبح
- جائزة الأوسكار لأفضل مونتاج صوتي، عن عمل:  عودة الجيداي
- جائزة الأوسكار لأفضل مونتاج صوتي، عن عمل: وول-ي

## وصلات خارجية
- بين بيرت على موقع IMDb (الإنجليزية)
- بين بيرت على موقع ألو سيني (الفرنسية)
- بين بيرت على موقع أول موفي (الإنجليزية)
- بين بيرت على موقع قاعدة بيانات الأفلام السويدية (السويدية)
- بين بيرت على موقع ديسكوغز (الإنجليزية)
- بين بيرت على موقع قاعدة بيانات الفيلم (الإنجليزية)
- بين بيرت على موقع كينوبويسك (الروسية)